# 米津政信
米津 政信（よねきつ まさのぶ）は、戦国時代の武将。松平氏（徳川氏）の家臣。

## 略歴
享禄4年（1531年）、米津勝信の子として誕生。
元亀3年（1573年）、三方ヶ原の戦いで討死した。嫡流である兄・常春の系統はその子の正勝の代で改易となったが、政信の嫡男・康勝の系統は旗本として、三男・田政の系統は大名としてそれぞれ存続した。